# Couepia racemosa
Couepia racemosa är en tvåhjärtbladig växtart som beskrevs av Joseph Dalton Hooker och George Bentham. Couepia racemosa ingår i släktet Couepia och familjen Chrysobalanaceae. Inga underarter finns listade i Catalogue of Life.